# 레히엔
레히엔((베트남어: Lê Hiến / 黎憲 여헌, ? ~ ?)은 대월 후 레 왕조의 황족, 임시 황제(재위: 1533년 ~ 1537년)이다.

## 생애
레 소종의 아들이며, 레 장종의 동생으로 장종과 함께 후 레 왕조를 부흥시켰다. 
1533년, 장종이 막당중의 공격을 받아 청화(淸華)를 떠나 참파로 달아났다. 후 레 왕조의 대신들은 레히엔을 황제로 옹립하였고, 연호를 꽝찌에우라고 하였다.
1537년, 장종이 귀국하자 레히엔은 퇴위하고 제위를 돌려주었다.
이러한 일들은 《명사》에만 기록된 것으로, 베트남 사서에는 기록이 없다.